# Space Master
Space Master (manchmal auch Spacemaster geschrieben) ist ein Science-Fiction-Rollenspiel-System, das ursprünglich von Kevin Barrett und Terry K. Amthor entwickelt wurde und von Iron Crown Enterprises (abgekürzt I.C.E.) veröffentlicht wird. Es wurde 1985 auf der Basis des Regelsystems von Rolemaster entwickelt und beinhaltet is seiner ersten und zweiten Version keine vorgegebene Spielwelt. Die Regeln sind so gehalten, dass viele verschiedene Arten von Science-Fiction-Welten damit darstellbar sind. Es verfolgt damit einen teilweise universellen Ansatz innerhalb des Science-Fiction Genres. Die letzte Auflage des Spiels fand unter dem Titel Spacemaster:Privateers statt und enthält allerdings das „Privateers“-Universum als Spielwelt.

## Spielmechanik
Äquivalent zu Rolemaster, und damit kompatibel, verwendet Spacemaster ein Wertesystem von 1 bis 100. Charaktere besitzen die gleichen zehn Attribute wie in Rolemaster und auch die Anwendung der Eigenschaften dieser Spielfiguren (siehe auch → Rollenspielsystem) erfolgt in gleicher Weise wie in Rolemaster. Im Prinzip sind Charaktere von Space Master direkt auf Rolemaster übertragbar und umgekehrt, nur die Liste von möglichen Fertigkeiten und Ausrüstungsgegenständen ist an das Science-Fiction-Genre angepasst und enthält zum Beispiel Fertigkeiten zur Schuss- und Energiewaffenbenutzung sowie zur Handhabung von fortschrittlicher Technologie und Fahrzeugen. Auch gibt es anstatt der in Rolemaster für das Fantasy-Genre typischen Magie, in Space Master die für Science-Fiction-Genre eher üblichen „Psionischen Fähigkeiten“, wie sie zum Beispiel in Alfred Besters Science-Fiction Romanen zum Tragen kommen.

## Entwicklung
Dieser Ableger des ebenfalls von I.C.E. verlegten Rolemaster-Systems wurde das Spiel 1985 veröffentlicht und ähnlich wie Rolemaster ohne eigene festgelegte Hintergrundwelt konzipiert. Daher lässt sich das Rollenspielsystem flexibel mit nahezu jedem Science-Fiction-Hintergrund kombinieren. Es wurde auch das Grundprinzip der Regelbuchbenennung beibehalten, so dass Future Law alle Regeln um das Erstellen und Weiterentwickeln der Charaktere, das Fertigkeitensystem sowie Informationen zur Erschaffung fremder Kulturen, Welten und Sonnensysteme. Tech Law enthält alle technischen Bereiche wie den Kampf, Fahr-, Flug- und Raumfahrzeuge sowie Regeln für entsprechende Reiseunternehmungen. Ebenso wie Rolemaster, ist Space Master sowohl ein vollständiges Rollenspiel ohne vorgegebene Spielwelt, als auch eine Sammlung von optionalen Regeln, die auch in andere Rollenspielsysteme eingebaut werden können. Neben Regelerweiterungen erschienen zahlreiche Abenteuerbände und Spielwelt-Beschreibungen.
Die 2. Auflage erschien 1988, entsprechend zur Regelüberarbeitung, die 1989 auch für Rolemaster stattfand, macht aber auch gleichzeitig einen Schritt weg von Rolemaster, indem es eine Umbenennung der Bücher vornimmt. Die Box von Space Master second edition enthält jetzt drei Bücher: GM Book, Player Book und Tech Book, eine Entwicklung, die in Rolemaster erst wesentlich später geschieht (ab 1995). Mit dem ebenfalls 1988 veröffentlichten Star Strike erstellte I.C.E. ein aus Space Master abgeleitetes System für taktische Weltraumkämpfe, das 1989 um Armored Assault für taktische Bodenkämpfe erweitert wurde. Bis 1994 erschienen drei Erweiterungsbücher mit Raumschiffen und anderen Fahrzeugen (Vessel Compendium #1 bis #3), zwei Companions (Regelerweiterungen, äquivalent zu den Rolemaster Companions), einige Abenteuer und die Erweiterung Aliens & Artifacts die weiter auf fremdartige Rassen und „mysteriöse Funde alter, verschollener Rassen“ eingeht, wie sie oft in Science-Fiction Romanen auftauchen.
Die Regelerweiterungen Dark Space (1985), Outlaw (1990) und Time Riders (1991) stellen jeweils Crossover mit Rolemaster dar.
2000 schließlich erfuhr Space Master mit Spacemaster: Privateers von Autor Robert J. Defendi seine bisher letzte Neuauflage, in der es (atypisch für das Rolemastersystem) ein Grundregelwerk gibt, welches das Regelsystem hinreichend vollständig beschreibt, bei dem die Ergänzungsbücher aber jeweils wieder mit „Law“ bezeichnet werden. Es ist regeltechnisch äquivalent zum Rolemaster Fantasy Roleplay und ebenfalls untypisch für das Rolemastersystem wird mit Privateers ein Spieluniversum vorgestellt.
Space Master wurde nie in Deutsch veröffentlicht.